# L'amour viendra
Singles de Mireille Mathieu
Ce soir je t'ai perdu
(1990) Aujourd'hui je reviens
(2002)
Pistes de Mireille Mathieu
Pour la vie Mes soirs de blues
L'amour viendra est une chanson interprétée par la chanteuse française Mireille Mathieu et publiée en 1991 en France chez Carrère. Ce disque est un des derniers (voire le dernier) à sortir sous format 45 tours pour la chanteuse.

## Crédits du45 tours
La photo de la pochette est de Jean Marais.

## Reprises
La chanson L'amour viendra est une reprise de la chanson de Petula Clark sortie en 1968, adaptation française du My Own True Love (Tara's Theme) de Margaret Whiting.

## Principaux supports discographiques
L'amour viendra se retrouve pour la première fois sur le 81e et tout dernier 45 tours français de la chanteuse sorti en 1991 chez Carrère avec ce titre en face A et la chanson Que pour toi en face B. Elle se retrouvera également sur l'album Mireille Mathieu paru la même année chez Carrère.